# Ivan Luťanský
Ivan Luťanský (19. dubna 1953 Praha – 1. srpna 1983 Ha Tinh) byl český herec, člen hereckého souboru Národního divadla v Praze.

## Herecká kariéra
Vyrůstal v rodině na pražském Žižkově, v dětství navštěvoval dramatický kroužek Lidové školy umění. Vyučil se elektromechanikem. V roce 1976 absolvoval pražskou DAMU. Od roku 1975 hostoval v menších rolích v Národním divadle v Praze, kde byl po ukončení DAMU angažován jako člen činohry. Zde nastudoval role ve více než 20 divadelních hrách. Byl často obsazován do televizních pohádek, dramatičtějšího rázu byla titulní postava v inscenaci Karel Hynek Mácha. Zahrál si i ve filmu (Na veliké řece, Osada havranů). K jeho zálibám patřil šerm, bojová umění a karate.

## Smrt
Zahynul za dosud ne zcela vyjasněných okolností ve věku 30 let v provincii Ha Tinh ve Vietnamu. Oficiální příčinou úmrtí byla autonehoda. Přepravu těla do Československa provázela nezvyklá bezpečnostní opatření a rozporuplné informace. Ivanův bratr Štěpán později při pátrání na vlastní pěst údajně zjistil, že skutečnou příčinou smrti byla dávka ze samopalu. Ve Vietnamu se Luťanský údajně nešťastnou náhodou připletl k loupežnému přepadení družstva, kde měli den výplaty mzdy. Jako karatista se chtěl lupičům postavit, ale byl jimi zastřelen.
Je pochován v Praze na Olšanských hřbitovech.

## Divadelní role (výběr)
- 1975 Edmond Rostand: Cyrano z Bergeracu, role: třetí kadet, Tylovo divadle, režie Miroslav Macháček
- 1975 Jaroslav Vrchlický: Smrt Hippodamie, Átreus, Smetanovo divadlo, režie Karel Jernek
- 1976 František Langer: Periferie, mladý muž, Tylovo divadlo, režie Václav Hudeček
- 1976 Maxim Gorkij: Měšťáci, Nil, Tylovo divadlo, režie Miroslav Macháček
- 1980 Karel Čapek: Bílá nemoc, malomocný–Rober Krüg–novinář, Tylovo divadlo, režie Miroslav Macháček
- 1980 William Shakespeare: Král Lear, šlechtic z družiny Cordelie, Tylovo divadlo, režie Zdeněk Kaloč
- 1981 Aischylos: Oresteia, Orestes, Tylovo divadlo, režie Evald Schorm
- 1982 William Shakespeare: Hamlet, Laertes, Smetanovo divadlo, režie Miroslav Macháček
- 1982 Friedrich Schiller: Úklady a láska, Ferdinand, Režie : Ľubomír Vajdička
- 1983 Julius Zeyer: Stará historie, Pedrolino, Laterna magika, režie Jaromír Pleskot

## Filmografie
- 1975 Dva muži hlásí příchod – vojín Habr
- 1975 Nejmladší z rodu Hamrů (TV seriál) – Břetislav
- 1976 Nezbedná pohádka (TV) – Honza
- 1977 Běž, ať ti neuteče – Ivan Kabát
- 1977 Chuť do života (studentský film)
- 1977 Mílaři (TV)
- 1977 Na veliké řece – Kam
- 1977 Osada Havranů – Kam
- 1977 Střílej oběma rukama (TV film)
- 1978 Paví král (TV)
- 1978 Stříbrná pila (TV seriál)
- 1979 AEIOU – Karel Sedláček
- 1979 Kam nikdo nesmí – Beran
- 1979 Lišaj smrtihlav (TV)
- 1979 Zápisník zmizelého (TV film) – Janíček
- 1980 A nebojíš se princezničko? (TV)
- 1980 Lovec (TV)
- 1980 Meluzína (TV)
- 1980 O Ptáku Ohniváku (TV)
- 1981 Jak se peče štěstí (TV) – štolba Petr
- 1981 Mezičas (TV) – Vašek
- 1981 Povídka malostranská (TV film)
- 1981 Škola hrou (TV)
- 1981 Zuzana je naše (TV)
- 1982 Pouť králů (TV)
- 1982 Třeboňská pohádka (TV) – Martin
- 1982 Tři spory: Spor dramaturga Stroupežnického (TV) – Václav
- 1983 Co poudala bába Futéř (TV) – Krakonoš
- 1983 Evo, vdej se! – Ryšavý
- 1983 Karel Hynek Mácha (TV)
- 1983 Tunel Omega (TV seriál)
- 1983 Zbohom, sladké driemoty – Dušan
- 1983 Zuzana Vojířová (TV opera) – Ondřej Zachar
- 1984 Rozpaky kuchaře Svatopluka (TV seriál)